# Rafael Yáñez
Rafael Enrique Yáñez Bojette (nacido el 11 de abril de 1967)  es un árbitro de fútbol venezolano que ha sido árbitro internacional de la FIFA desde 1998.
Debutó como árbitro en la Copa América 2001.